# Kraków Batowice
Kraków Batowice – stacja kolejowa w Dziekanowicach, w województwie małopolskim, w Polsce. Służy głównie do obsługi połączeń lokalnych.

## Ruch pasażerski[1]
| Rok  | Wymiana pasażerska na dobę |
| ---- | -------------------------- |
| 2017 | 200–299                    |
| 2018 | 200-299                    |
| 2019 | 200-299                    |
| 2020 | 150-199                    |
| 2021 | 150-199                    |
| 2022 | 150–199                    |
| 2023 | 200-299                    |